# Diego Virrueta
Diego Virrueta Candia (Cusco, 7 de marzo de 1992) es un futbolista peruano. Juega de delantero y su actual equipo es Deportivo Garcilaso de la Copa Perú.

## Trayectoria
Inició su carrera en el Deportivo Salesiano de Cusco equipo que lleva el nombre de la institución en donde estudio. Participó en diversos encuentros por la Copa Perú antes de recalar en el Cienciano, equipo en el que debutó oficialmente en 2009. En aquella temporada alternó en un total de tres partidos. Luego, durante los dos años siguientes, jugó de forma habitual en el Torneo de Promoción y Reserva.
Anotó su primer gol en Primera División el 31 de julio de 2011. Aquel día, por la fecha 16 del Campeonato Descentralizado 2011, marcó el tanto con el que su equipo terminó empatando 2-2 ante Sport Huancayo. En 2015 descendió con Cienciano. Para el 2017 ficha por el Alfredo Salinas con el objetivo de ascender.

## Clubes
| Club                     | País | Año         |
| ------------------------ | ---- | ----------- |
| Cienciano's              | Perú | 2007        |
| Cienciano                | Perú | 2008 - 2009 |
| Cienciano Junior         | Perú | 2010        |
| Cienciano                | Perú | 2011 - 2015 |
| Deportivo Coopsol        | Perú | 2016        |
| Alfredo Salinas          | Perú | 2017        |
| Deportivo Garcilaso      | Perú | 2017 - 2021 |
| Atlético Juventud Inclán | Perú | 2022        |
| Deportivo Garcilaso      | Perú | 2022 -      |

### Campeonatos nacionales
| Título    | Club                | País | Año  |
| --------- | ------------------- | ---- | ---- |
| Copa Perú | Deportivo Garcilaso | Perú | 2022 |